# Јулије Цезар (филм из 1953)
Јулије Цезар (енгл. Julius Caesar) је амерички филм заснован на истоименој Шекспировој представи. Филм је режирао Џозеф Л. Манкевиц, док глумачку поставу чине: Марлон Брандо, Џејмс Мејсон, Џон Гилгуд, Луис Калхерн, Едмонд О'Брајен, Грир Гарсон и Дебора Кер.